# Oliver Bjerrum Jensen
Oliver Bjerrum Jensen (født 30. april 2002) er en dansk professionel fodboldspiller, der spiller som midtbanespiller.

## Karriere

### Randers
Bjerrum Jensen spillede for Sunds IF og FC Midtjylland, inden han kom til Randers FC som en U17-spiller. I april 2019 skrev han under på en treårig ungdomskontrakt med Randers.
Bjerrum Jensen fik sin officielle debut for Randers den 30. oktober 2019 mod Viby IF i DBU Pokalen. Den 28. juni 2020 fik Bjerrum Jensen sin Superliga- debut mod AC Horsens. Han startede på bænken, men erstattede Tosin Kehinde i det 86. minut. Disse to kampe var hans eneste professionelle i sæsonen 2019-20.
I sæsonen 2020–21 spillede Bjerrum Jensen kun for Randers' U19-hold. Den 3. maj 2022 underskrev Bjerrum Jensen en to-årig kontraktforlængelse med Randers og rykkede op i førsteholdstruppen. Efter for lidt spilletid i Randers kom Jensen på prøve hos norske IK Start i januar 2023
Den 12. april 2023 blev Bjerrum Jensen udlejet til den islandske Lengjudeild klub Afturelding indtil slutningen af 2023. 
Efter han kom tilbge til Randers bekræftede klubben den 2. februar 2024, at de havde frigivet Bjerrum Jensens. 